# Yes Man (film)
Yes Man è un film del 2008 diretto da Peyton Reed.
Il film è una commedia ispirata alla storia vera dell'umorista inglese Danny Wallace, interpretato da Jim Carrey, narrata nel libro autobiografico Yes Man.

## Trama
Lasciato dalla moglie Stephanie da tre anni, dopo un matrimonio di soli sei mesi, Carl Allen è caduto in una profonda depressione, dalla quale non riesce ad uscire. Non brilla al lavoro ed inventa ogni genere di scusa per evitare dei contatti umani, inclusi gli amici più stretti. Un giorno incontra un vecchio amico che non vedeva da tempo, che lo spinge a partecipare a un convegno sull'autostima, la cui chiave di volta sta nel dire sempre un incondizionato "sì" ad ogni cosa che la vita proponga. Carl decide di seguire la lezione del sì e questo lo porta a cambiare per sempre la sua vita.
Davanti a lui si aprono infinite porte: impara il coreano, a suonare la chitarra, a pilotare un aeroplano, riceve due promozioni al lavoro, diventa amico del suo capo, fa amicizia con la futura moglie del suo migliore amico, salva un uomo da un tentativo di suicidio e infine conosce Allison, una ragazza ribelle che fa parte di un gruppo musicale e che pratica jogging fotografico. La favola finisce quando, tornato a Los Angeles dopo una vacanza non programmata a Lincoln (Nebraska), Carl viene trattenuto dai federali perché sospettato di terrorismo. Il suo amico avvocato, Peter, spiega loro, e quindi anche ad Allison, del seminario sul sì di Carl. La ragazza crede abbia deciso di avere una relazione con lei solo per questo motivo e lo lascia.
Carl cerca in ogni modo di chiarire con Allison che, però, non vuole rivolgergli la parola. Inoltre, su disposizione dei pezzi grossi della banca, deve licenziare il suo ex capo Norman. In seguito Carl presenta a Norman una commessa coreana: al termine della festa di addio al nubilato, Stephanie chiama Carl in lacrime dopo una lite col suo nuovo fidanzato e prova a convincerlo a restare con lei tutta la notte, ma Carl, per la prima volta da quando ha iniziato il suo nuovo stile, dice "no" perché è ormai innamorato di Allison. In seguito la sfortuna inizia a perseguitarlo e così cerca Terrence per farsi togliere dal vincolo del "sì" che gli aveva imposto. Alla fine, dopo un incidente in macchina con Terrence, il seminarista del "sì", Carl capisce realmente cosa significa dire di sì e fa pace con Allison, tornando a vivere una vita normale.

## Produzione
Per la sua interpretazione, Jim Carrey non è stato stipendiato, è stato invece pagato, per sua scelta, con una percentuale (36,2%) sugli incassi del film.

### Pre-produzione
Il film è basato sulla biografia di un giornalista, Danny Wallace, il quale passò un anno della sua vita a dire sempre di sì a tutte le proposte. Wallace appare in un breve cameo nel film: nel finale, alla festa di fidanzamento, può essere visto al bar nel momento in cui l'amico di Carl si allontana con la ragazza coreana.

### Riprese
In una scena cui si richiedeva del bungee jumping, Carrey ha fatto a meno dello stuntman ed è saltato di persona dall'Arroyo Seco Bridge a Pasadena; la lavorazione si è svolta ai Los Angeles Studios durante l'ottobre 2007.

## Distribuzione
La prima locandina è stata pubblicata in rete a fine luglio 2008, e mostra un gigantesco "Yes" con davanti Jim Carrey che corre beato in un campo di fiori. Il primo teaser trailer (in lingua originale) internazionale è stato mostrato da Yahoo! nel settembre 2008.
Negli Stati Uniti d'America è uscito nei cinema il 19 dicembre 2008, in Italia il film è stato distribuito a partire dal 9 gennaio 2009.

## Accoglienza

### Incassi
Il film ha guadagnato in Italia 8044000 €. Negli Stati Uniti, ha incassato nel primo weekend 18 milioni di dollari per un totale di 97690976 $, totalizzando la cifra di 228990976 $ nel resto del mondo.

## Riconoscimenti
- 2009 - MTV Movie Awards
  - Miglior performance comica a Jim Carrey
- 2009 - Teen Choice Awards
  - Nomination Miglior film commedia
  - Nomination Miglior attore in un film commedia a Jim Carrey
  - Nomination Miglior fischio a Jim Carrey
  - Nomination Miglior momento da rockstar a Jim Carrey
- 2009 - ASCAP Award
  - Top Box Office Films a Mark Everett
- 2009 - BMI Film & TV Award
  - Miglior colonna sonora a Lyle Workman
- 2009 - Artios Award
  - Nomination Miglior casting per un film commedia a David Rubín e Richard Hicks
- 2009 - Kids' Choice Awards
  - Nomination Miglior attore protagonista a Jim Carrey
- 2009 - Taurus World Stunt Awards
  - Nomination Miglior stunt femminile assoluto a Monica Braunger

## Riferimenti
Nel film sono presenti numerosi riferimenti al mondo del cinema. Nelle scene iniziali il protagonista, tornato a casa, guarda alla TV il film horror Saw - L'enigmista. Più di un riferimento viene fatto al film 300. Nel corso del film vi sono anche vari riferimenti alla saga di Harry Potter, in modo particolare alle opere cinematografiche ad esempio quando Carl e Norman parlano delle torte a forma di personaggi famosi nell'ufficio di quest'ultimo c'è appesa alla parete una foto della copertina di Harry Potter e la camera dei segreti. David Heyman, uno dei produttori del film, ha lavorato anche alla produzione dei film sul maghetto. Inoltre nella scena iniziale del film si fa riferimento al film Transformers.
Quando il protagonista va per la seconda volta nel negozio di video Blockbuster, noleggia anche il film Il rompiscatole, dove recita Jim Carrey stesso.
L'autore del libro da cui viene tratto questo film è presente nella pellicola durante l'addio al nubilato: è il biondo con occhialini che compare alle spalle dell'amico di Jim Carrey poco prima che la anziana si presenti
Vari sono anche i riferimenti al mondo musicale. La canzone cantata da Carl all'uomo suicida è Jumper dei Third Eye Blind. Dopo aver suonato la chitarra, rincuorando e salvando l'uomo, Carl grida: "Mi sono venute le vesciche". Si tratta di un riferimento alla canzone Helter Skelter dei Beatles (di cui Charles Manson era ossessionato e infatti ci sono riferimenti a lui nel corso del film). Ringo Starr grida questa frase alla fine della canzone. Nel film è presente un altro riferimento ai Beatles: quando è al teatro con Allison, Carl inizia a cantare la canzone Can't Buy Me Love dall'album A Hard Day's Night del 1964, e l'allusione ai "fan svitati" (insieme con il mimare l'atto dello sparare alla testa) è un chiaro riferimento all'assassinio di John Lennon. La suoneria del cellulare di Carl è Separate Ways (Worlds Apart) dei Journey.
Il personaggio di Terrence Bundley è curiosamente somigliante a Marshall Applewhite, leader della setta Heaven's Gate, tristemente nota per il suicidio di massa di cui la scena finale del film è rappresentazione softcore, secondo alcuni, in quanto gli stessi partecipanti al movimento degli "Yes Men" finiscono per agire sconsideratamente contro sé stessi, presentandosi completamente nudi ad una conferenza di Terrence e lasciando quest'ultimo completamente stupefatto. Secondo la psicologa Margaret Singer, i discepoli di Applewhite sarebbero stati così dipendenti dalle parole del loro leader da arrivare ad una scelta come il suicidio, solo perché incapaci di poter vivere una forma di autostima concreta in assenza di chi tale autostima aveva sempre ispirato. Similmente si sarebbero tolti la vita, concetto che è spiegato nella commedia con l'atto di denudare sé stessi, rinunciando a qualsiasi facoltà autonoma di pensiero e d'azione.
Inoltre, nel film c'è anche un riferimento al cantante Bono Vox del gruppo degli U2, il quale in una scena ironica del film viene scambiato erroneamente dal protagonista per l'attore Mickey Rourke.